# Annette Jacky Messomo
Annette Jacky Messomo (* 1. März 1993 in Yaoundé) ist eine kamerunische Fußballspielerin.

## Karriere

### Verein
Messomo startete ihre Karriere beim FC Minafe Yaoundé, wo sie zur Saison 2008/09 in die Seniorenmannschaft aufrückte. Im Anschluss spielte sie 2013 ein halbes Jahr beim slowakischen Meister FC Union Nové Zámky, im Frühjahr 2014 in Deutschland beim Karlsruher SC (mit der südafrikanischen Nationalspielerin und Union Nové Zámky Vereinskollegin Andisiwe Mgcoyi), sowie bei Panthère Security de Garoua und in Tschechien bei Sparta Prag. Seit Sommer 2015 steht Messomo beim serbischen Meister FK Spartak Subotica unter Vertrag.

### Nationalmannschaften
Messomo spielt seit 2014 für die Kamerunische Fußballnationalmannschaft der Frauen und stand im vorläufigen Kader für die Fußball-Afrikameisterschaft der Frauen 2014 in Namibia. Sie machte aber bis Ende 2015 keine Spiele für deren Nationalteam.
Sie wechselte dann aber die Nationalität und trat 2018 bei den Qualifizierungsspielen für Äquatorialguinea an. Dies erzeugt allerdings eine Beschwerde des Gegners Kenia.